# 広島県立因島北高等学校
広島県立因島北高等学校（ひろしまけんりつ いんのしまきた こうとうがっこう）は、広島県尾道市因島重井町（当時：因島市重井町）に存在した公立の高等学校である。なお、同校は1999年に島内の隣校であった広島県立因島高等学校と統合し、新生の広島県立因島高等学校となった。

## 沿革
- 1966年（昭和41年）
  - 4月1日 −−− 広島県因島高等学校機械科と広島県因島高等学校因北分校が統合し、広島県因島北高等学校が開校。設置課程は全日制課程。設置学科は普通科と家政科、園芸科と機械科。
  - 11月17日 - 校訓を決定。
- 1967年（昭和42年）
  - 1月9日 - 校旗を制定し、入魂式を挙行。
  - 3月1日 - 第1回卒業式を挙行。同年度の卒業生は216名。
  - 3月31日 - 園芸科を廃止。
  - 11月6日 - 同校の校歌を制定。
- 1968年（昭和43年）
  - 10月1日 - 広島県立因島北高等学校と改称。
- 1985年（昭和60年）
  - 3月31日 - 同校の家政科を廃止。
- 1994年（平成6年）
  - 4月1日 - 同校普通科1学級を削減。
- 1996年（平成8年）
  - 4月1日 - 同校機械科1学級を削減。
- 1999年（平成11年）
  - 3月31日 - 広島県立因島高等学校と統合。

## 象徴
校章
- 広島県立因島北高等学校を象徴する校章は組み合わせた三つの羽根形の中央に「高」の字を浮き彫りにしたものである。
- 三つの羽根形は本校生徒としての生活目標である自主、創造、協和の組合わせであり、また人間形成の三要素である徳育、知育、体育の調和ある結合を象徴している。
- 本校は普通科、家政科、機械科の三学科が併設されているが、おのおのがその特色を保持しつつ外に向かって拡大進展しながら中心においてしっかりと融和し、一体となって伸びてゆく総合高校としての本校の姿を図形化したものである。
- また三つの羽根形は因島市の市章であり、地域社会に根をおろし、郷土とともに進展してゆく本校の姿をシンボライズしたものである。

校色
- 瀬戸内海の清流にかこまれ、柑きつの香におう郷土社会その中から生まれる鋼の船体。
- 海の青、橘の緑、鉄の黒。それが融合して一体となった色「鉄紺」。これが因島北高校をシンボライズするスクールカラーである。
- 青は静かによどみなく流れながら世界に通じる海をあらわし、緑は美しい自然の中に育まれる芳香をはなちながら豊かな稔りを生み出す柑橘をあらわし、黒は卓抜した実用性と多様性を持った強い素材の鉄をあらわしている。

## 校歌
- 作詞者は、広島県広島市出身で作詞家の大木惇夫である。
- 作曲者は、大阪府大阪市出身で作曲家の飯田信夫である。